# Тшау, Малик
Ма́лик Лай Тша́у (нем. и фин. Malick Laye Thiaw [tʃaw]; род. 8 августа 2001, Дюссельдорф) — немецко-финский футболист, защитник клуба «Ньюкасл Юнайтед» и сборной Германии.

## Клубная карьера
Тшау начинал карьеру в местном клубе «Калькум-Виттлэр», после чего перешёл в «Фортуну». Позже Тшау также занимался в академиях леверкузенского «Байера» и мёнхенгладбахской «Боруссии». В 2015 году Малик перешёл в «Шальке 04».
В январе 2020 года Тшау впервые присоединился к основной команде «Шальке», отправившись с ней на зимние сборы в Испанию. Его дебют в Бундеслиге состоялся 7 марта в матче с «Хоффенхаймом» (1:1). 5 июля он продлил контракт с «Шальке» до 2024 года. 24 октября Тшау впервые вышел в стартовом составе «Шальке», отыграв весь матч против дортмундской «Боруссии» в Рурском дерби (0:3). 30 октября Тшау забил первый мяч на профессиональном уровне, который помог «Шальке» добиться ничьей в матче против «Штутгарта» (1:1).
29 августа 2022 года Тшау перешёл в «Милан», подписав контракт до 2027 года. 16 октября 2022 года дебютировал в матче против «Вероны» заменив Рафаэля Леао на 83' минуте. В этом матче Тшау запомнился двумя блоками на 87' и 90' минутах, тем самым не позволив сопернику забить гол.

## Международная карьера
В августе 2017 года Тшау был вызван в состав юношеской сборной Финляндии (до 17 лет), но не провёл ни одного матча. В марте 2021 года Малик был впервые вызван в молодёжную сборную Германии на чемпионат Европы в Венгрии и Словении. 2 сентября 2021 года Тшау дебютировал за молодёжную сборную Германии в матче отборочного турнира к чемпионату Европы 2023 года против сборной Сан-Марино (6:0). 7 сентября он отметился первым голом за команду, забив третий мяч в ворота сборной Латвии (3:1).

## Личная жизнь
Отец Малика — футбольный вратарь из Сенегала, мать — легкоатлетка из Финляндии. Несмотря на то, что Тшау родился в Дюссельдорфе, он получил только финское гражданство. Немецкий паспорт Малик получил лишь незадолго до первого вызова в молодёжную сборную Германии.

## Достижения
«Шальке 04»
- Победитель Второй Бундеслиги: 2021/22

«Милан»
- Обладатель Суперкубка Италии: 2024